# Fortificazioni medievali di Rovigo
Le fortificazioni della città di Rovigo sono considerate emblema della storicità urbana e della dominazione Estense, lungo tutto l'arco del periodo medievale, delineate a loro volta dal Castello, le torri, le porte e le mura storiche, delle quali è difficile ancora oggi determinarne una data precisa alla loro costruzione, a causa di notizie e fonti discordi e poco attendibili, sebbene si sappia appartengano al XII secolo. Secondo Andrea Nicolio, i lavori e gli ampliamenti alle fortificazioni di Rovigo, si collocherebbero tra il 1139-1160 e il loro completamento al XIV secolo.

## Le mura

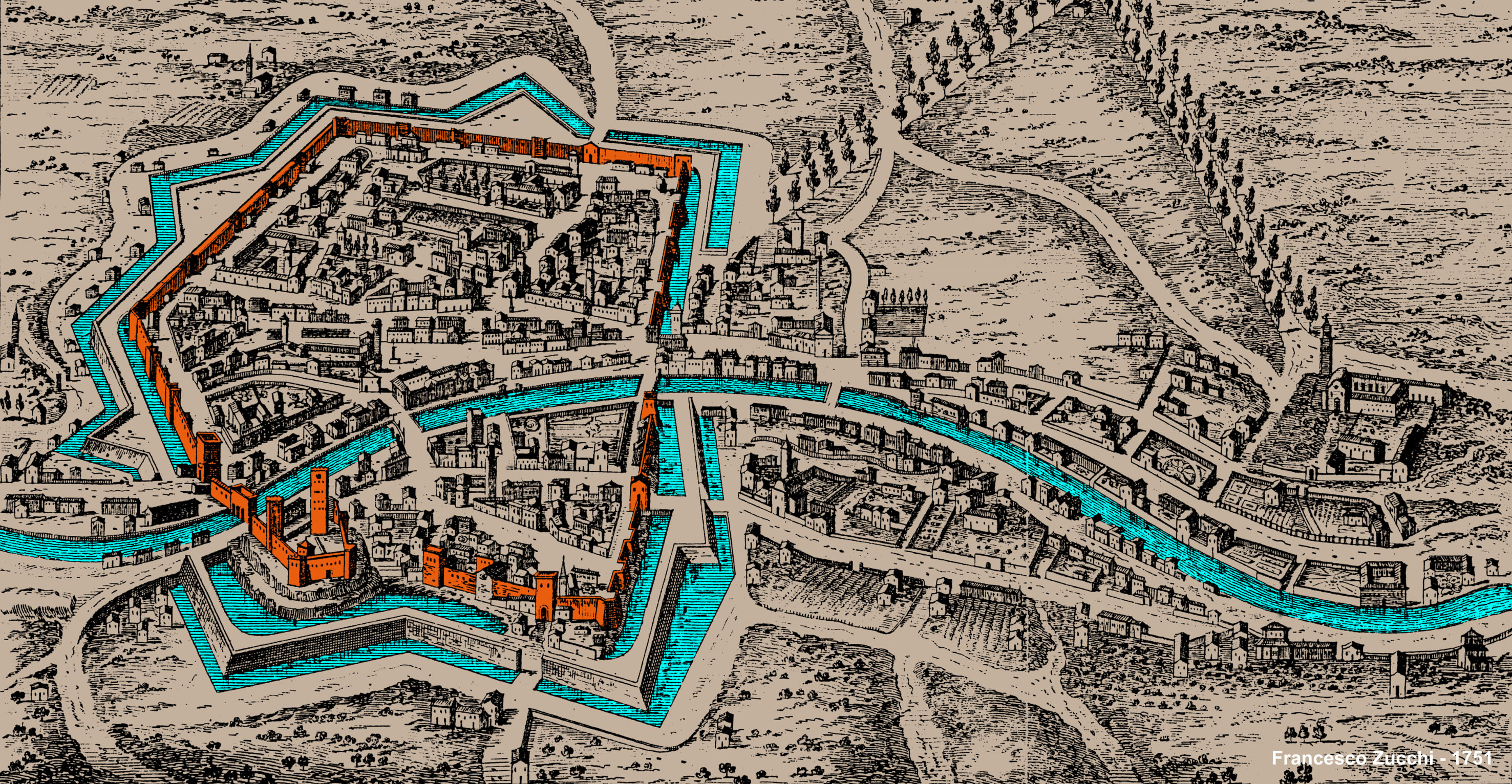
Francesco Zucchi, 1751: veduta a volo d'uccello di Rovigo con evidenziate le mura perimetrali della città.

La cinta muraria di Rovigo venne edificata e completata in periodi diversi, a partire dal XIII secolo con la costruzione della parte occidentale, concludendosi con il settore orientale intorno al XIV secolo. A testimoniare l’esistenza delle mura urbane è un articolo dello Statuto del 1324, nel quale si proibiva la lavorazione delle pelli «intra muros», alludendo pertanto al completamento della cerchia muraria. L’invasione degli ungheresi e le incursioni barbariche avevano reso necessario la costruzione di una cinta difensiva attorno alla città di Rovigo, allora una corte e priva di barriere protettive. 

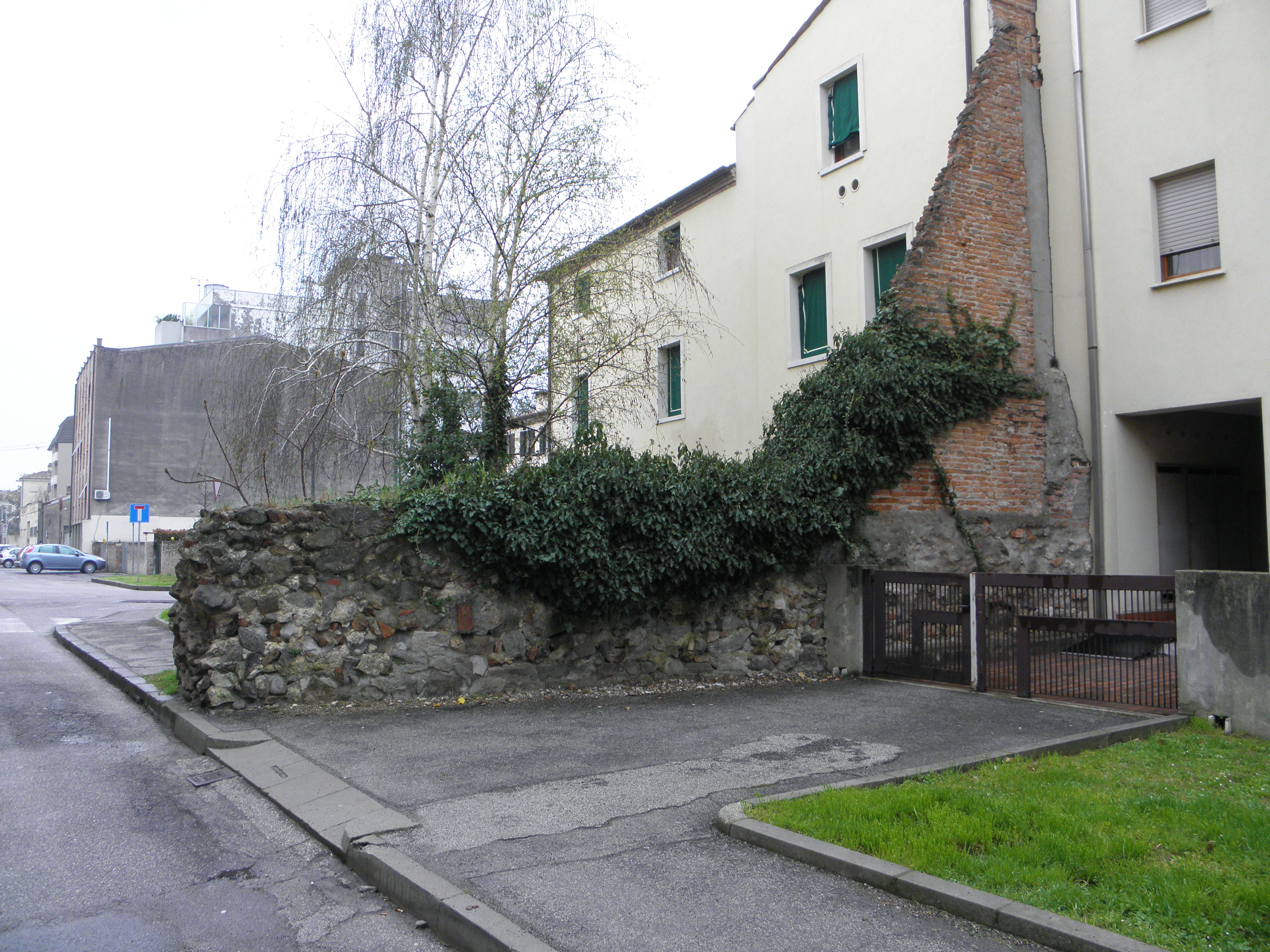
Parte delle mura perimetrali est di Rovigo, recuperate dalle strutture abitative demolite negli anni ottanta. Vista da Via Luigi Boscolo.

Nei secoli a seguire, le mura persero il loro valore simbolico e finirono per diventare supporto a costruzioni abitative. Si passò quindi ad un periodo in cui la manutenzione era assai trascurata, causata anche dalla crisi economica della Repubblica Veneziana. Nonostante ciò, intorno alla prima metà del XIX secolo, con la progettazione di demolizione del Portello (1824), di porta Arquà (1847) e di porta S. Giovanni (1853) al fine di ripristinare le strade e le vie urbane, le mura vennero conservate, in quanto allora delineavano il confine daziario, fino al secondo dopoguerra, periodo in cui vennero in gran parte distrutte. 

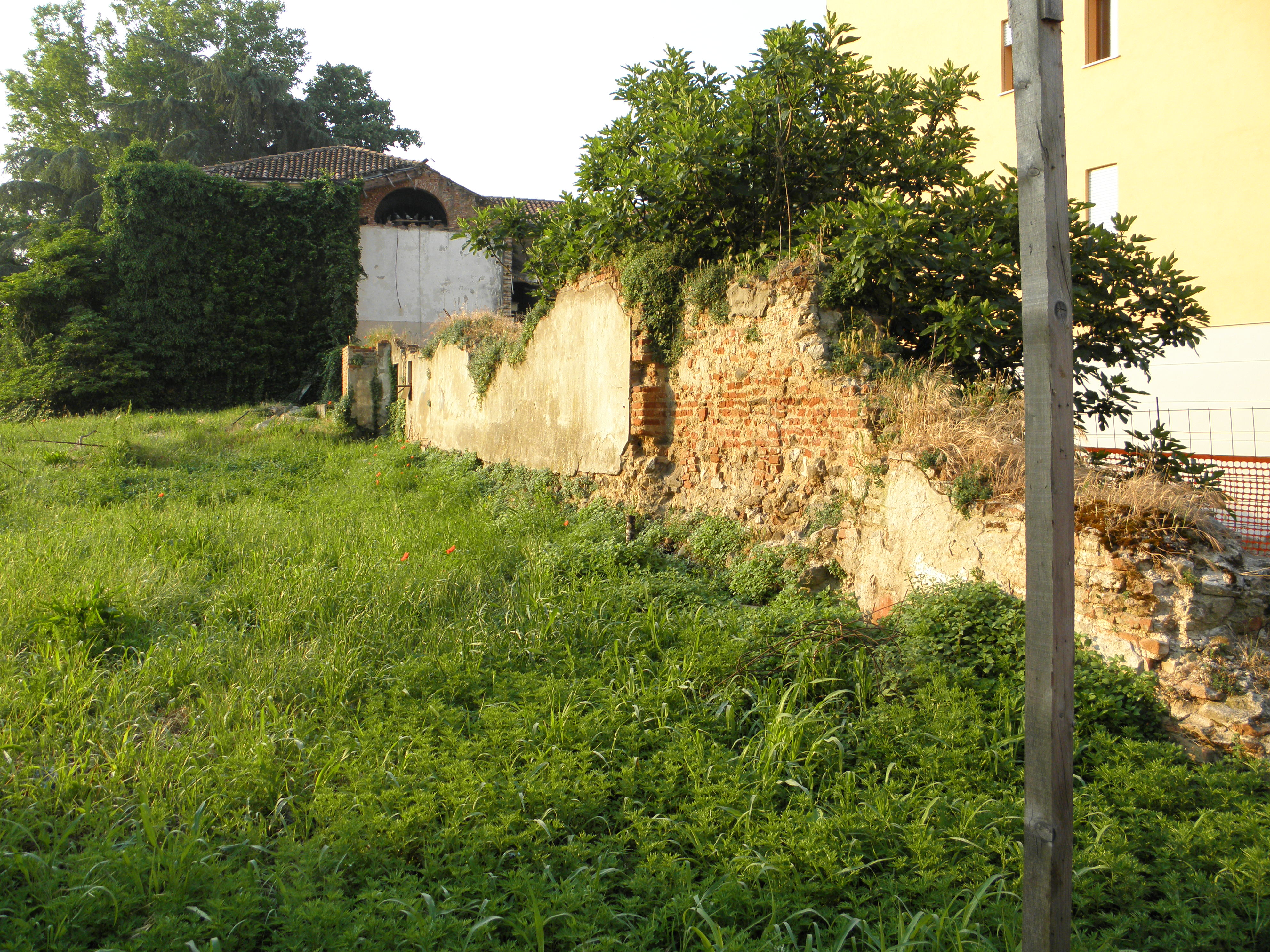
Resti delle mura perimetrali della città, siti in Via Badaloni, ritrovati nella demolizione del vecchio ospedale di Santa Maria Maddalena.

Dalle tipografie di Pierre Mortier (1661-1711), le mura erano disegnate a forma di pentagono schiacciato e irregolare, e si estendevano lungo un perimetro di circa un miglio e mezzo. Dai resti si possono ravvisare alcuni particolari che ne permettono una ricostruzione:
- essa è costituita da una cortina di mattoni;
- si erge in circa 8 metri di altezza sebbene sia priva del coronamento merlato, tipico dello stile medievale;
- la sua base è costruita in sasso che si erge per circa 1 metro dal terrapieno, dato che ha fatto presuppore l’esistenza di un fossato d’acqua, probabilmente per rendere più efficace il sistema difensivo.

Il perimetro delle mura risulta ancora oggi delineato dalle seguenti vie che lo fiancheggiano: Via A. Minelli, Via Oberdan, Via Mure S. Giuseppe, Via Mure Soccorso, Piazzale del Soccorso, Piazza XX Settembre, Via Boscolo, Via Ponte Roda, Via Renato Otello Pighin, via Mure Ospedale e vicolo Seminario Vecchio.

## Le porte
Le mura che percorrevano la città di Rovigo erano costituite da sei porte, poste in direzione delle principali strade che collegavano con le zone limitrofi del basso e alto polesine. Un documento risalente al 1395 attesta che, alla fine del XIV secolo, a Rovigo furono già edificate tre porte, quali Porta S. Giovanni, Porta S. Bortolo e Porta Arquà, attribuendo al secolo successivo la costruzione della Porta S. Francesco, Porta S. Agostino e Portello. 

### Porta San Giovanni
La porta, edificata nel 1503, durante la reggenza veneta, sotto il governo del doge Leonardo Loredan, si trovava lungo l’attuale via Angeli ed era architettonicamente simile alla porta di Arquà, quest’ultima costruita nel medesimo periodo.
Secondo il Bartoli la torre, era forse la più antica tra tutte quelle di Rovigo; turrita, con tre piani e a saracinesca, fu adibita dapprima a carcere criminale e nel 1848 a carcere politico-militare. Con un decreto del 1846 si progettò la sua demolizione, per consentire uno spazio di apertura più accessibile che collegasse con la città di Padova; nel 1852 si procedette all'abbattimento della porta, allora in buono stato.

### Porta San Bortolo

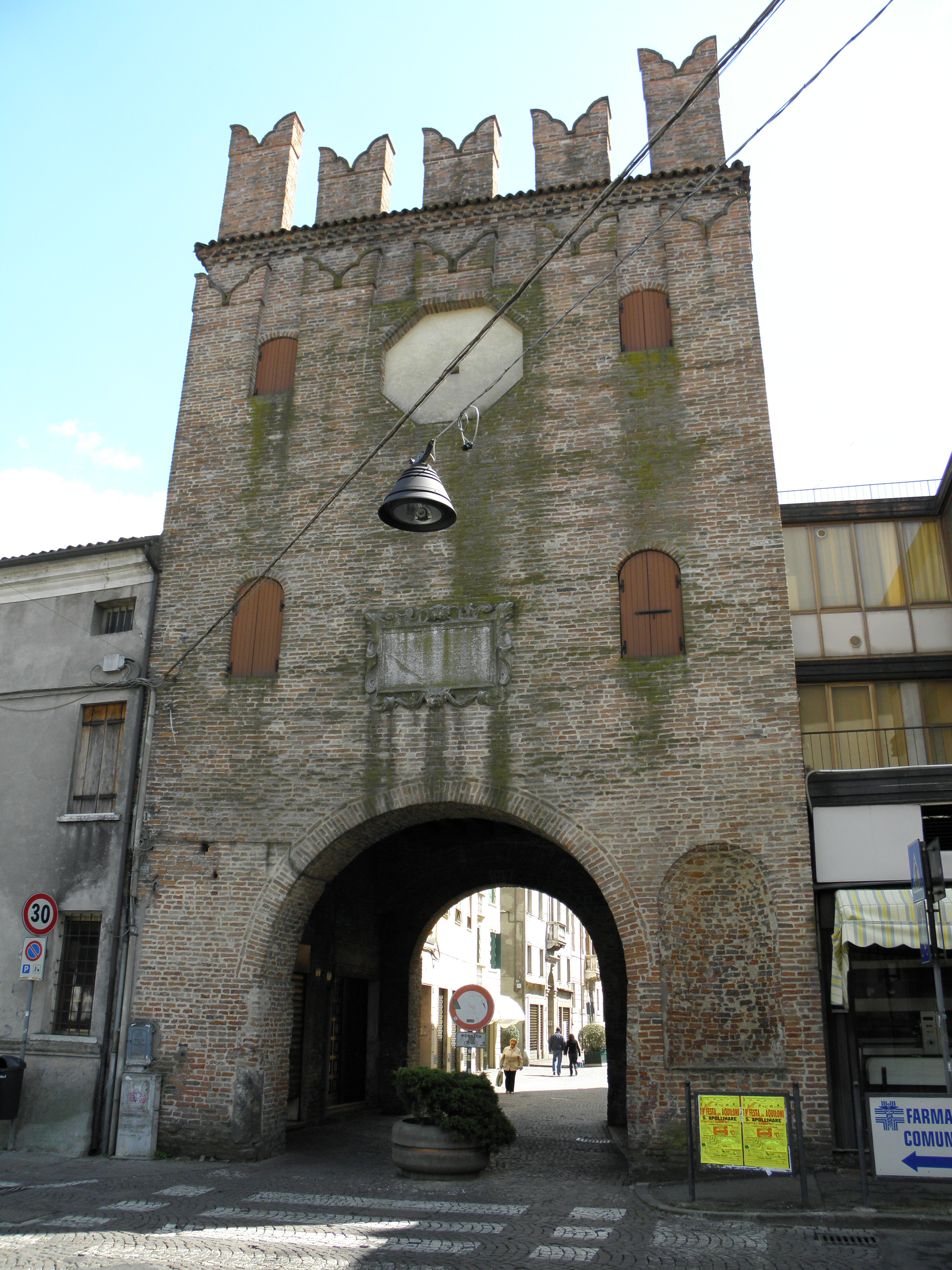
La porta lato interno città.

Eretta tra il 1482 e il 1486, sotto il dogato di Giovanni Mocenigo, la porta si caratterizza per la sua particolare architettura medievale. Lo storico Marin Sanudo fu il primo a fornire informazioni inerenti alla porta san Bortolo, riportando viva testimonianza dell'esistenza di una torre, molto simile alla Torre Pighin, posta al di sopra della stessa, in seguito distrutta ma successivamente riedificata, a causa delle bombarde dei Veneziani durante la Guerra di Ferrara.
Non vi sono tracce di feritoie né di segni che evidenziano la precedente esistenza di un ponte levatoio, come lo stesso Marin Sanudo segnala. Al suo interno sono invece presenti due contrafforti, che avevano una funzione di supporto, dalle quali scorreva una saracinesca che consentiva l'accesso. La sua arcatura, adornata di stemmi nobiliari e cornici, è rafforzata da lastre ad arco come sostegno al peso della parete; inoltre, è costruita in muratura con laterzi regolari, ed ha un'altezza di circa 18,25 metri, con uno spessore di quasi 128 cm al pianterreno. Di particolare rilievo sono invece il doppio ordine di merlature ghibelline, molto tipiche del medioevo, che adornano la parte superiore del complesso architettonico, compiute attorno al 1639, stesso anno in cui il podestà Vittore Correr ordinò di collocare al centro della torre un orologio a due quadranti, celebrando il suddetto progetto con la muratura di una lapide celebrativa, posta al di sopra dell'arco. Inoltre, nella parete centrale della porta venne inizialmente esposta una statua raffigurante la Madonna con Bambino e san Giovannino, fabbricata dall'artista scultore Clemente Molli,  attualmente custodita nella chiesa della Rotonda di Rovigo.

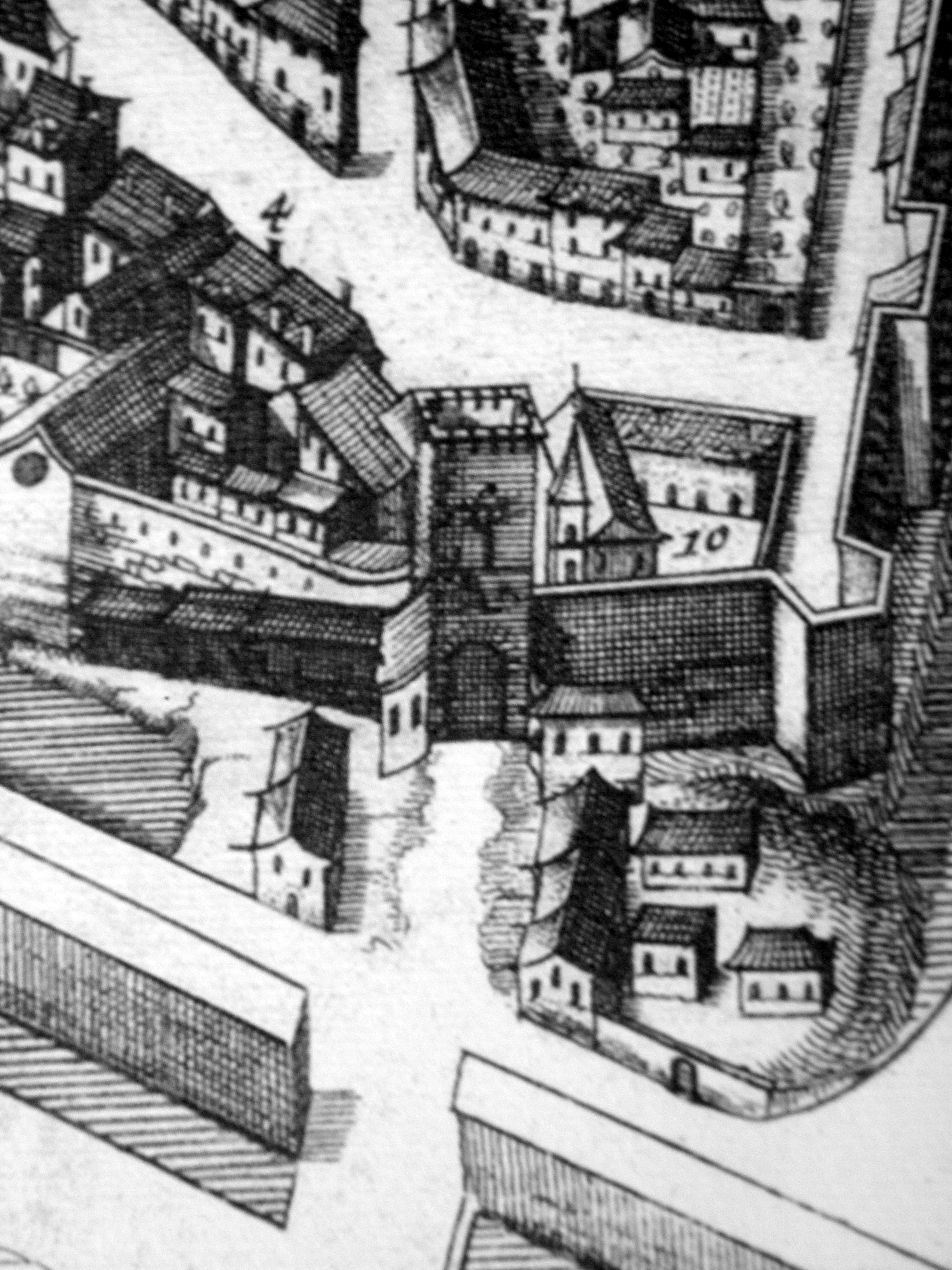
Pierre Mortier; antica mappa di Rovigo (XVIII secolo), dettaglio: Porta Arquà.

Nel 1821 la porta fu minacciata di demolizione, a fronte del riassestamento delle vie urbane, ma per ordinanza della Commissione si ovviò a questa soluzione proponendo un restauro che prevedeva lo smantellamento di parte di intonaci.
Successivamente, tra il 1962-63, si assistette ad un nuovo piano di demolizione che prevedeva questa volta l'abbattimento di piccole casupole per la costruzione di edifici moderni ed abitabili, ma tale progetto venne presto revisionato con la scoperta degli archi di rinforzo delle mura.

### Porta Arquà
La porta, edificata nel 1503, nel corso del tempo assunse nomi diversi: inizialmente prese il nome di porta S. Lorenzo, probabilmente per la chiesa e l’ospedale che si incontravano lungo la strada, poi di porta Arquà per il tracciato che collegava Rovigo con Arquà e infine di porta S. Stefano, plausibilmente per la vicinanza con la chiesa dedicata al martire S. Stefano, l’attuale Duomo.
Di struttura semplice e quadrata, chiusa nei quattro lati, dotata di saracinesca ed ubicata a cavallo dell’attuale via Badaloni, misurava in altezza circa 75 piedi e in ampiezza 30 piedi. La sua funzione, oltre a consentire il passaggio che collegava la città con l’esterno, era prevalentemente quella di controllare l’area esterna sottostante. Sulla sommità della porta vi erano inoltre due stemmi in marmo, raffiguranti un corno ducale, simbolo del doge Leonardo Loredan e del Podestà, che nel corso del tempo vennero però trasferiti sotto il peristilio della chiesa della Beata Vergine del Soccorso.
Nel periodo della dominazione austriaca, la porta venne adibita alla funzione di carcere pubblico fino 1846, anno in cui avvenne la sua demolizione.

### Porta San Francesco

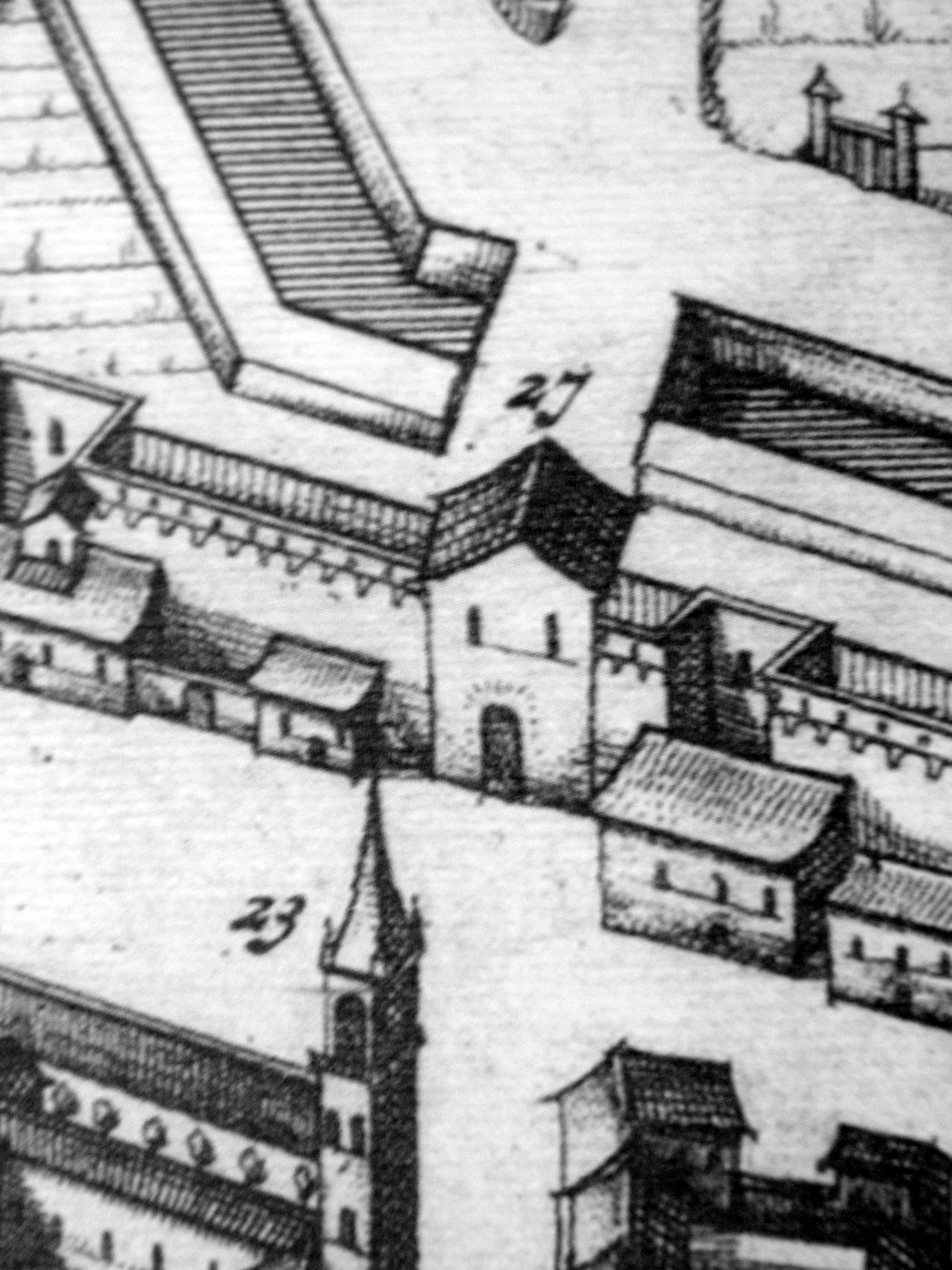
Pierre Mortier; antica mappa di Rovigo, dettaglio: Porta di San Francesco (indicata con il numero 27). Il 23, che indica la Chiesa di San Francesco, del quale si scorge il campanile, è posizionato sulla futura Piazza XX Settembre.

Le scarse notizie storiche non lasciano parlare molto della porta. Questa, dedicata a San Francesco, da cui prese il nome anche l’attuale chiesa dei santi Francesco e Giustina, non era munita di torri e aveva una struttura prevalentemente semplice, rispetto alle altre porte della cinta muraria. Nel 1697 si progettò la sua riedificazione e si passò ad opere di restauro; nel 1834 viene disegnata dallo scrittore danese Hans Christian Andersen, come una porta dalle linee neoclassiche ben definite, con una piccola casa daziale. Nel corso del 1892 la porta venne demolita.

### Porta Sant'Agostino

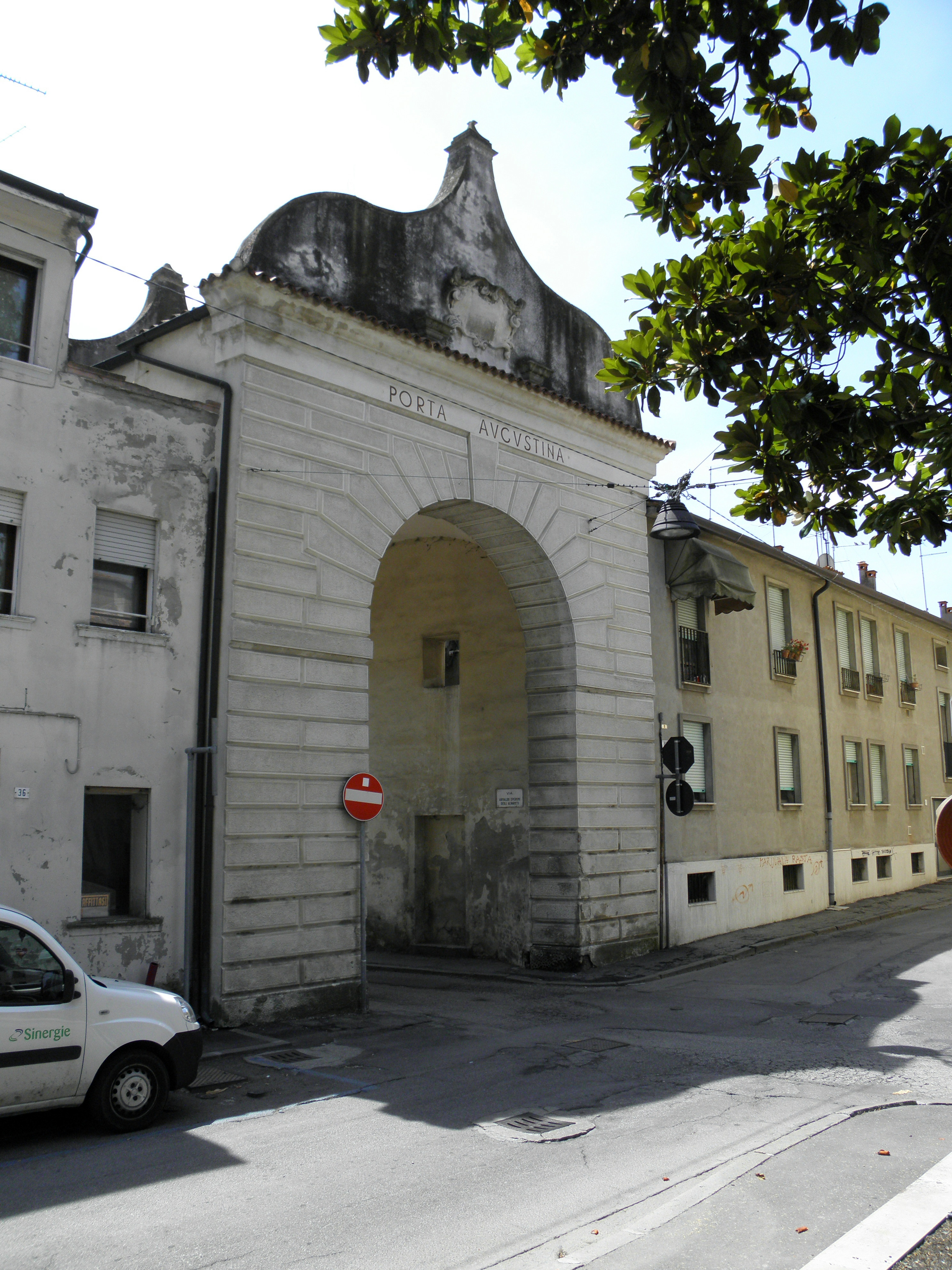
Porta Sant'Agostino, lato Via Alessandro Casalini

Nonostante le fonti ancora oggi in parte discordi, la costruzione della porta S. Agostino, adiacente alla torre Pighin, si farebbe risalire intorno al 1582 , lo stesso periodo in cui venne edificata la chiesa di Sant' Agostino, dalla quale prese il nome. Rimasta integra assieme alla porta San Bortolo, riporta una costruzione molto semplice e un tetto a doppia falda, con un’altezza di soli 12,14 metri. La forma originale della porta non corrisponde a quella attuale lungo la via Casalini, a testimonianza del Bartoli “…fu essa dal suolo rifabbricata sotto il reggimento del Provveditore Giacomo Gradenigo nell'anno 1713”, successivamente restaurata nel 1983, apportando modifiche alla facciata in direzione della città, sull'antica scritta da “Porta Divi Augustini” in “Porta Augustina”.

### Portello
La porta, così chiamata date le sue esigue dimensioni rispetto a quelle che ornavano le mura medievali rodigine, fu eretta da Giuseppe Bottari, nel 1741 e in seguito distrutta tra il 1823-26. Edificata accanto alla Torre Grimani, questa fungeva da porta d’accesso secondaria alla città interna delle mura. All'origine, l’arco del portello riportava lo stemma della Repubblica Veneziana, la quale ne promosse l’edificazione; al suo lato si affacciava infine un ponte (detto << del portello>> o <<delle zemelle>>) che venne però distrutto perché deterioratosi nel tempo.
Non vi sono altre notizie tramandate nelle epoche successive alla sua costruzione, dal momento che vennero ampliate le infrastrutture necessarie, da rendere perciò impossibili studi stratigrafici e archeologici.

## Il Castello
Nel corso del tempo sono state suggerite diverse interpretazioni inerenti alla costruzione del castello e alle vicende storiche ad esso legate, ma le testimonianze più accreditate si devono ai secentisti e settecentisti quali il Pigna, il Nicolio, il Bronziero, il Casilino ed altri ancora, che hanno fornito un quadro generale ma dettagliato della storicità del castello.

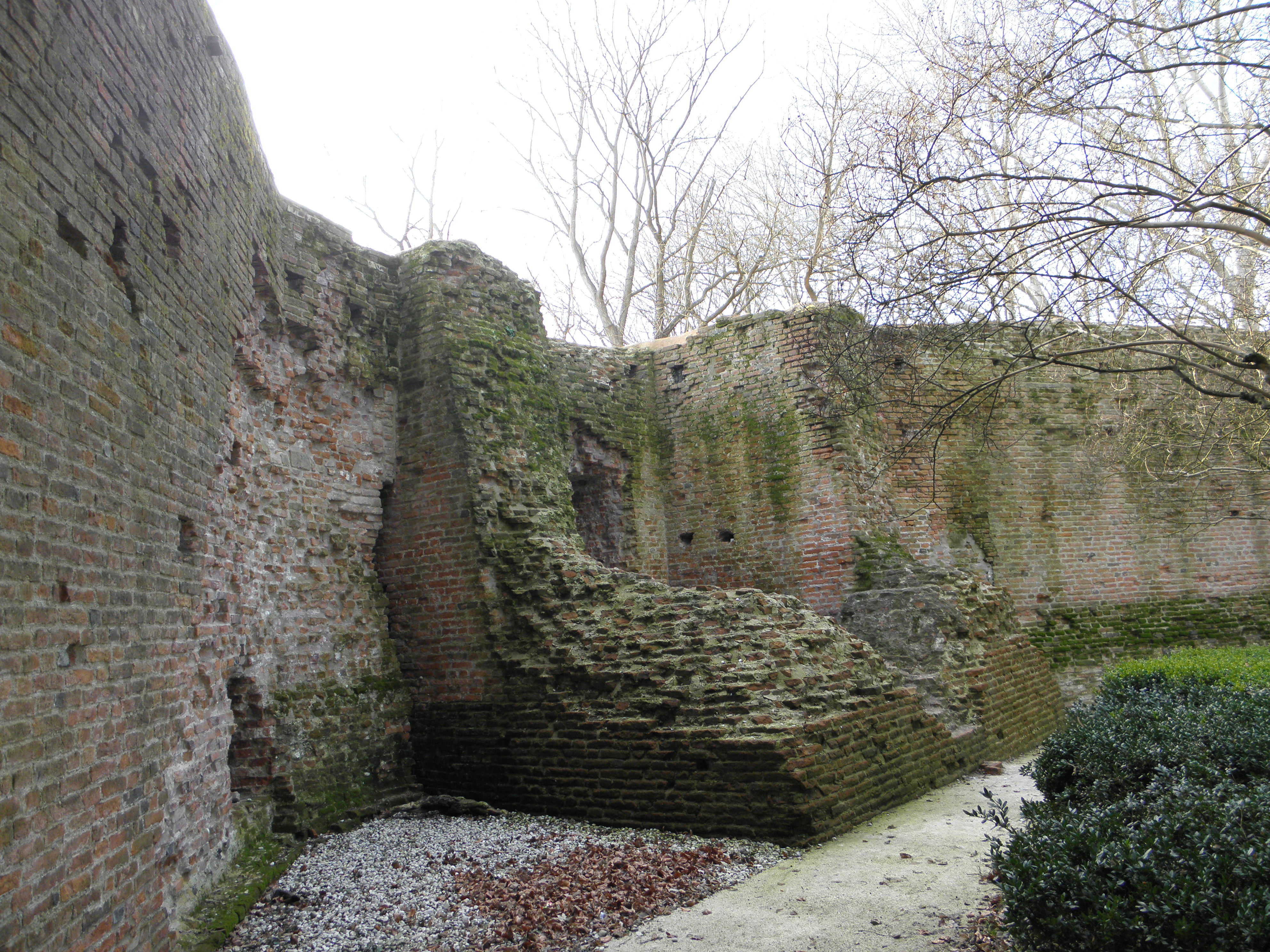
Il castello: cortile interno, parete est, antica torretta di guardia oramai in rovina.

Secondo gli storici Carlo Silvestri, e Isidoro Alessi, dopo il trattato di Verdun dell’843, il polesine era ancora sotto il possesso e il dominio della Santa Sede, fino al 903, anno in cui il dominio passò in mano al feudatario, il marchese Almerico di Mantova. Gli stessi storici confermano inoltre che, a seguito della distruzione della cattedrale di Adria, da parte dell’invasione ungherese all’inizio del X secolo, il papa Giovanni scrisse una bolla nel 920 d.C. con la quale concesse al Vescovo Paolo di Adria di trasferirsi al riparo dal marchese Almerigo, presso Buonvico, e di costruire un castello, come rifugio contro gli attacchi barbarici. In quest’occasione venne costruito nella zona mediopolesana il castello 
Sostenitore alla realizzazione del castello, completato all’inizio del XIVsecolo, fu Obizzo I Este, a testimonianza dello statuto estense del 1324. Circa due secoli dopo alla sua edificazione, vennero costruite le mura difensive e si procedette alla fase di ampliamento del castello, creando nuovi bastioni, per garantire maggiore difesa contro eventuali incursioni barbariche. Tuttavia, segni di tali interventi sono testimoniati dal dislivello delle strade odierne, che fiancheggiano le mura, articolate su un livello più alto rispetto a quelle urbane.

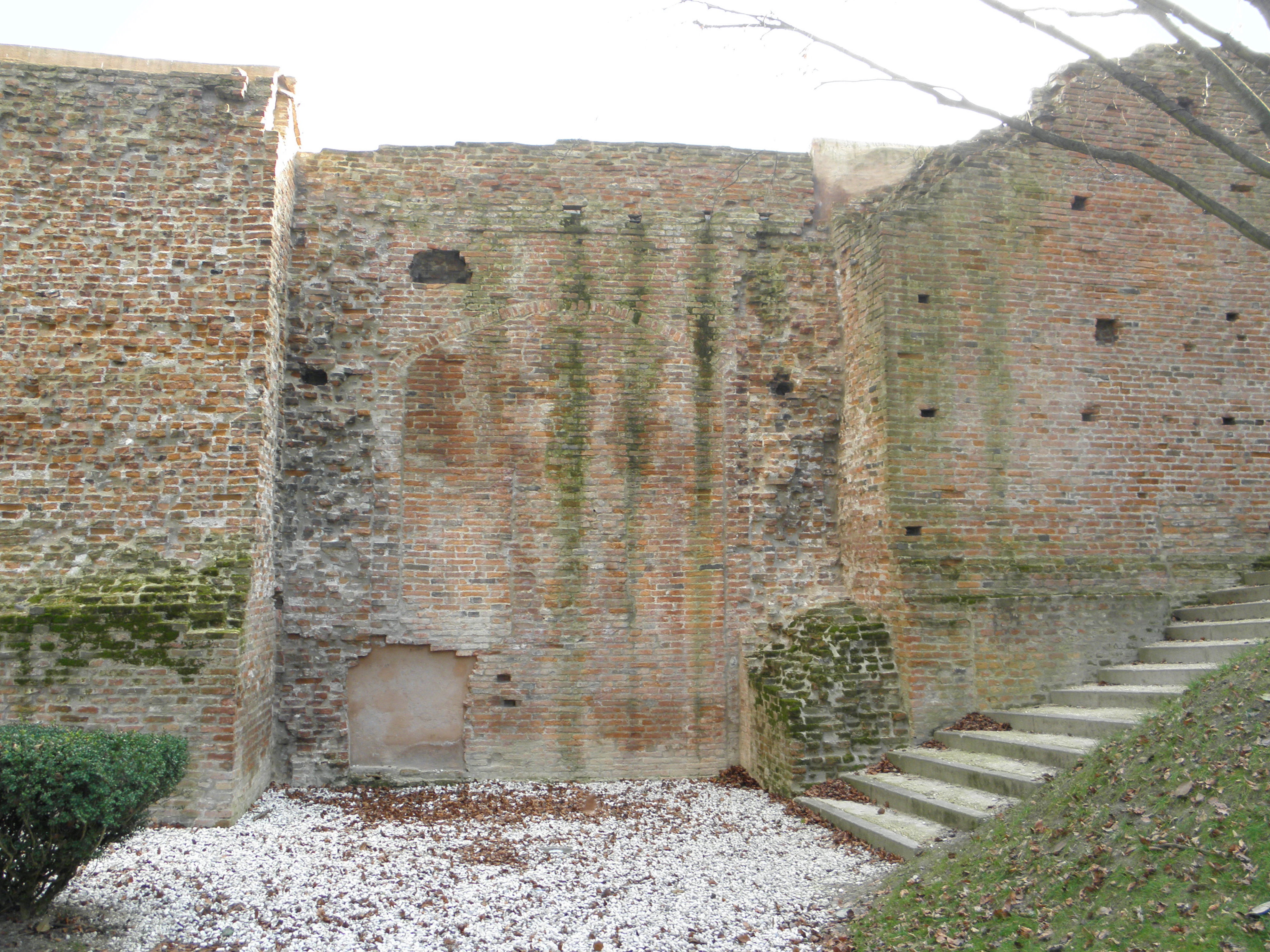
Cortile interno, parete est, antica porta murata.

La fortezza fu dunque realizzata su un terrapieno artificiale, ottenuto con la terra dello scavo delle fosse, e si affacciava sul lato orientale verso il porto fluviale dell’Adigetto, mentre gli angoli nord-ovest e sud-ovest erano circondati da due torricelle; infine vi erano due ponti levatoi che consentivano l’accesso. Nel basamento del mastio della torre, che fungeva da difesa per il castello, venne costruita una prigione e nella sua sommità una campana  che scoccava solo in caso di avvenimenti importanti per la città.  Il Nicolio, descrive così il castello: 

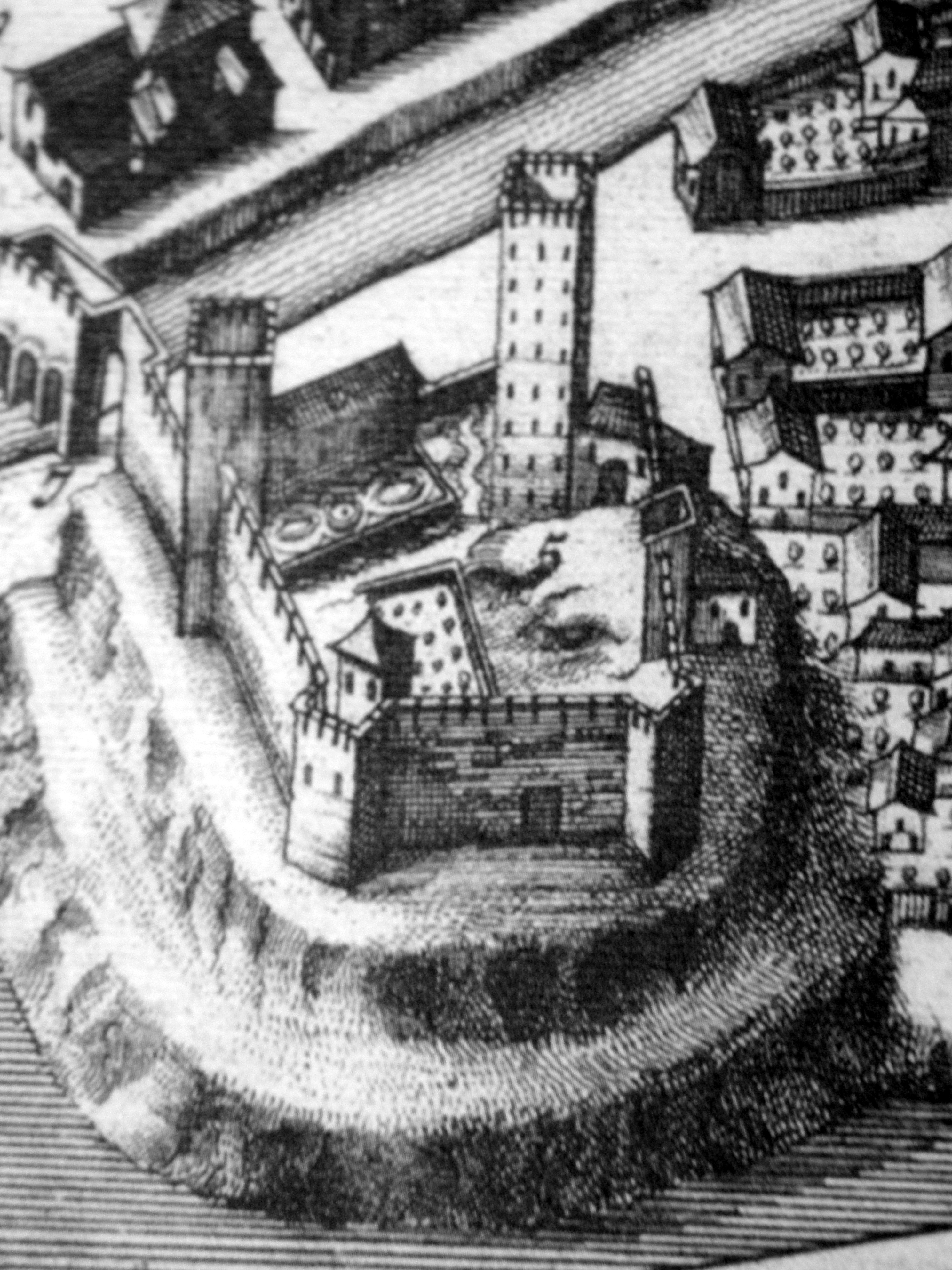
Castello, dettaglio mappa Mortier (Rovigo)

Nonostante la città di Rovigo perse nel tempo di funzione strategica, a causa delle paludi che costituivano di per sé una sicura barriera naturale, il castello fu comunque teatro di diversi combattimenti, quali la guerra di Ferrara, la guerra della Lega di Cambrai (1509) e della Lega Santa (1511). A partire dal 1598 la Repubblica di Venezia cedette il castello in mano ai Donà che ne fecero “ad usum regni” fino all’intervento da parte del comune nel XIX secolo, che dovette limitare i danni dei nobili Donà, i quali volevano la demolizione della torre maggiore. Nel 1836 ci fu poi un secondo intervento da parte del comune, che sventò la demolizione delle mura progettata dalla dominazione dei Grimani, ereditari della fortezza da parte dei Donà.

## Le torri

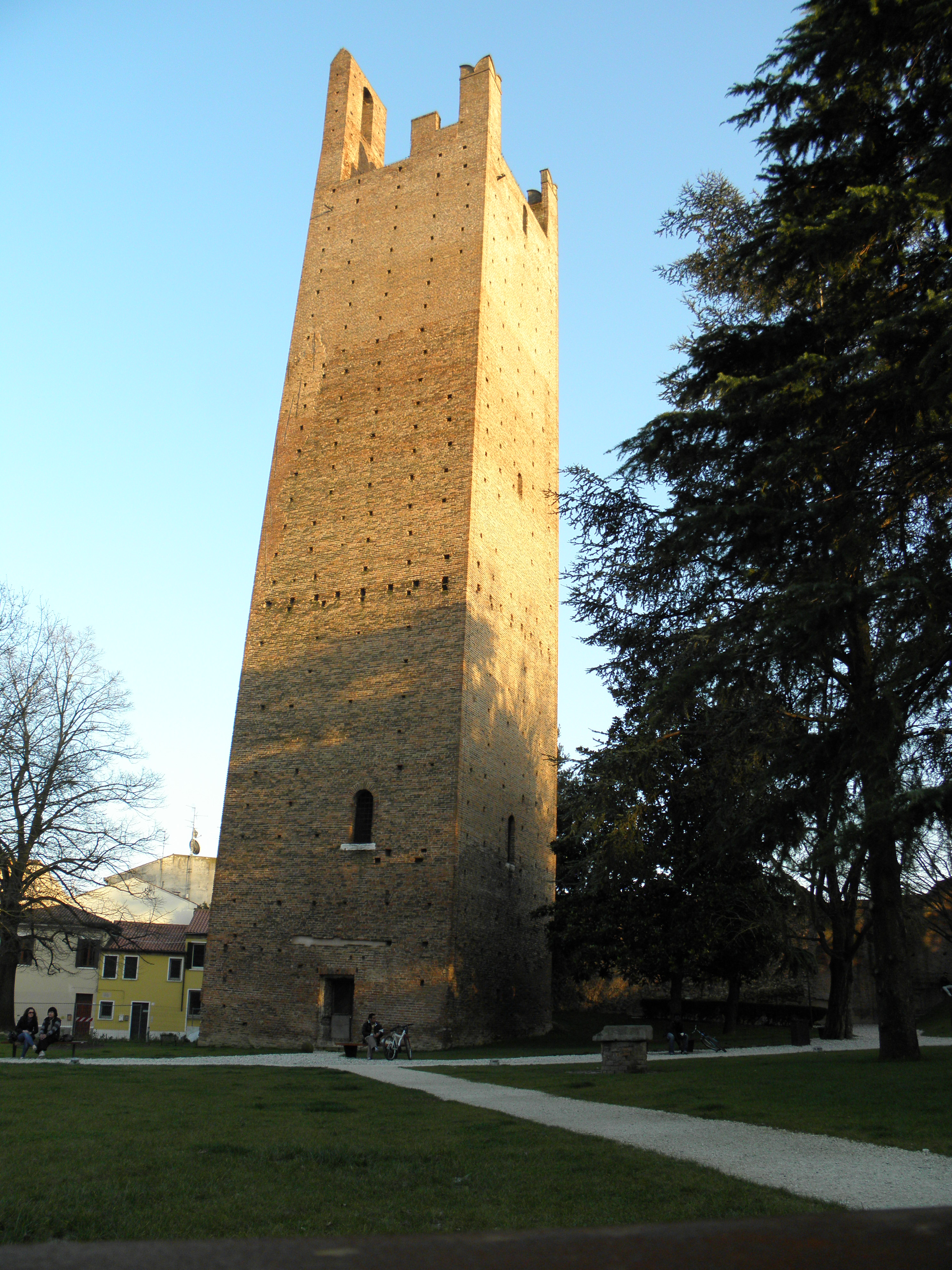
Torre Donà, vista dal cortile interno.

Le torri della cinta muraria, simbolo di difesa, vennero costruite assieme al Castello, sebbene fonti e dati storici non riescano a darne una datazione precisa. Inoltre, risulta difficile sapere con certezza quante torri di difesa e semplici "torrette" vi fossero al tempo dell'edificazione muraria, a testimonianza della presenza della Torre Roncale, secondo gli storici locali costruita nel periodo antecedente alla cinta muraria. Le torri Donà e Grimani, parti del Castello, e la Torre Pighin rimangano tuttavia una viva ed emblematica testimonianza della storia medievale di Rovigo.

### Torre Donà
La Torre Donà, particolarmente caratteristica per la sua pendenza, è considerata tra le più alte torri italiane di origine medievale, con i suoi 51,26 metri di altezza. Di natura essenzialmente difensiva, questa risulta costruita in mattoni e laterizi regolari, disponendo di poche finestre ad arco ed alcune di esse ad arco a tutto sesto, il tutto ornato da una merlatura ghibellina in cotto, disposta agli angoli della torre.

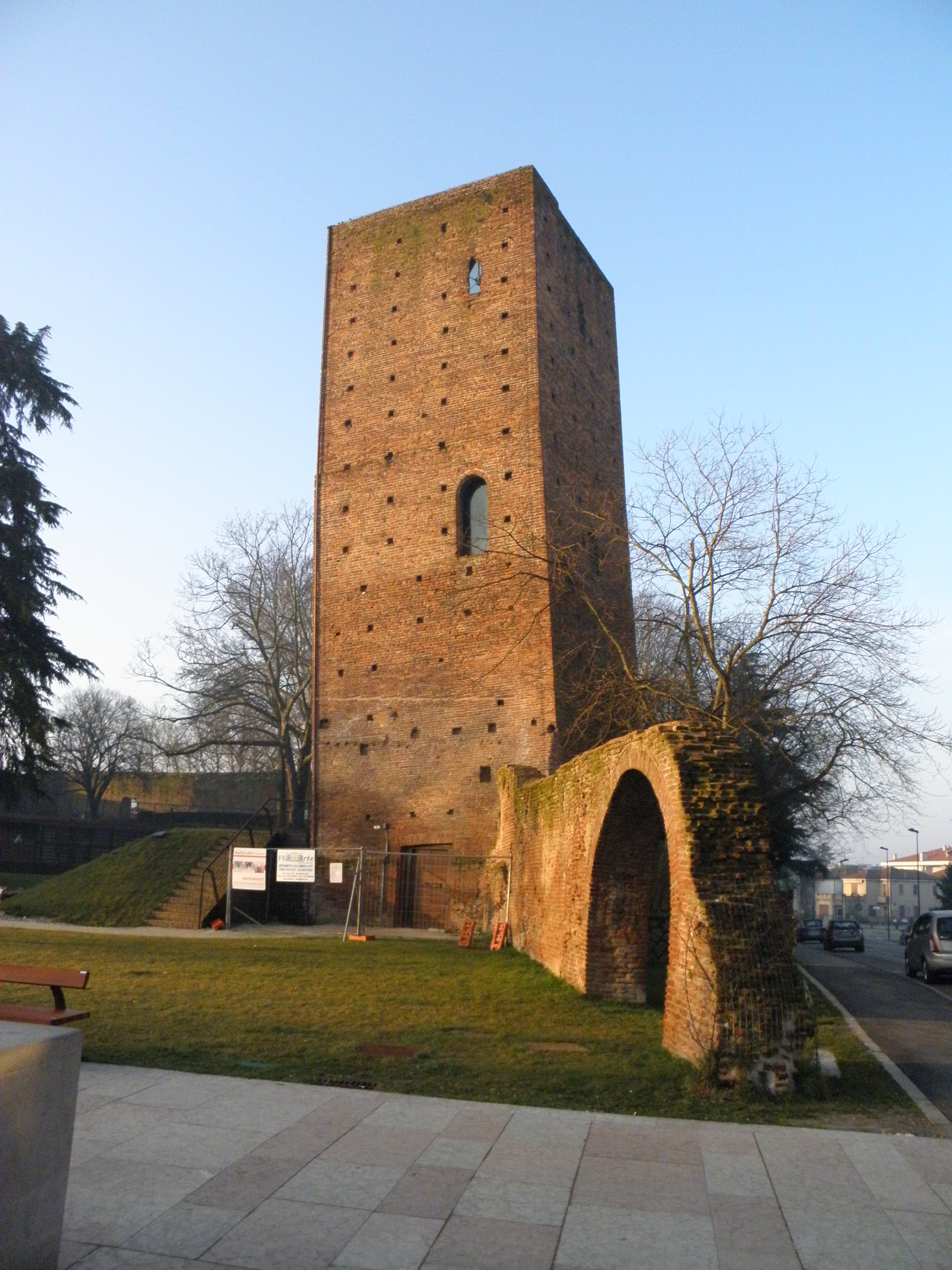
Torre Grimani, detta anche "Torre Mozza".

A livello architettonico si possono notare alcuni particolari, quali: la costruzione asimmetrica della torre rispetto alla cinta muraria, la pendenza causata dal cedimento del suolo sottostante, la correzione dell'appiombo con il sopraelevamento della torre, e infine la disposizione sullo stesso livello del piano delle feritoie della Torre Grimani con la struttura lignea, riconducibile alle posthole della torre Donà. Con ciò, si presuppone dunque che la torre Donà rappresentò non solo il mastio ma anche la torre d'angolo .

### Torre Grimani
Torre Grimani, detta anche "Torre mozza" per la sua parte superiore del tutto crollata, è caratterizzata, come per la torre Donà, dalla sua particolare pendenza. Di forma quadrangolare, è alta circa 21,26 metri e costruita in mattoni legati con malta di calce, ubicata nell'angolo sud-ovest delle mura. Questa è suddivisa su due livelli:
- il piano interrato costituito da formelle di cotto e il soffitto costruito interamente in legno;
- il primo piano caratterizzato dal soffitto con una volta a padiglione e finestre ad arco.

La sua inclinazione si pensa possa essere dovuta al cedimento delle fondazioni nel corso della sua costruzione, tanto che, dopo alcuni studi archeologici e architettonici, si sono constatati segni di diversi raddrizzamenti apportati alla torre avvenuti in epoche successive.

### Torre Pighin

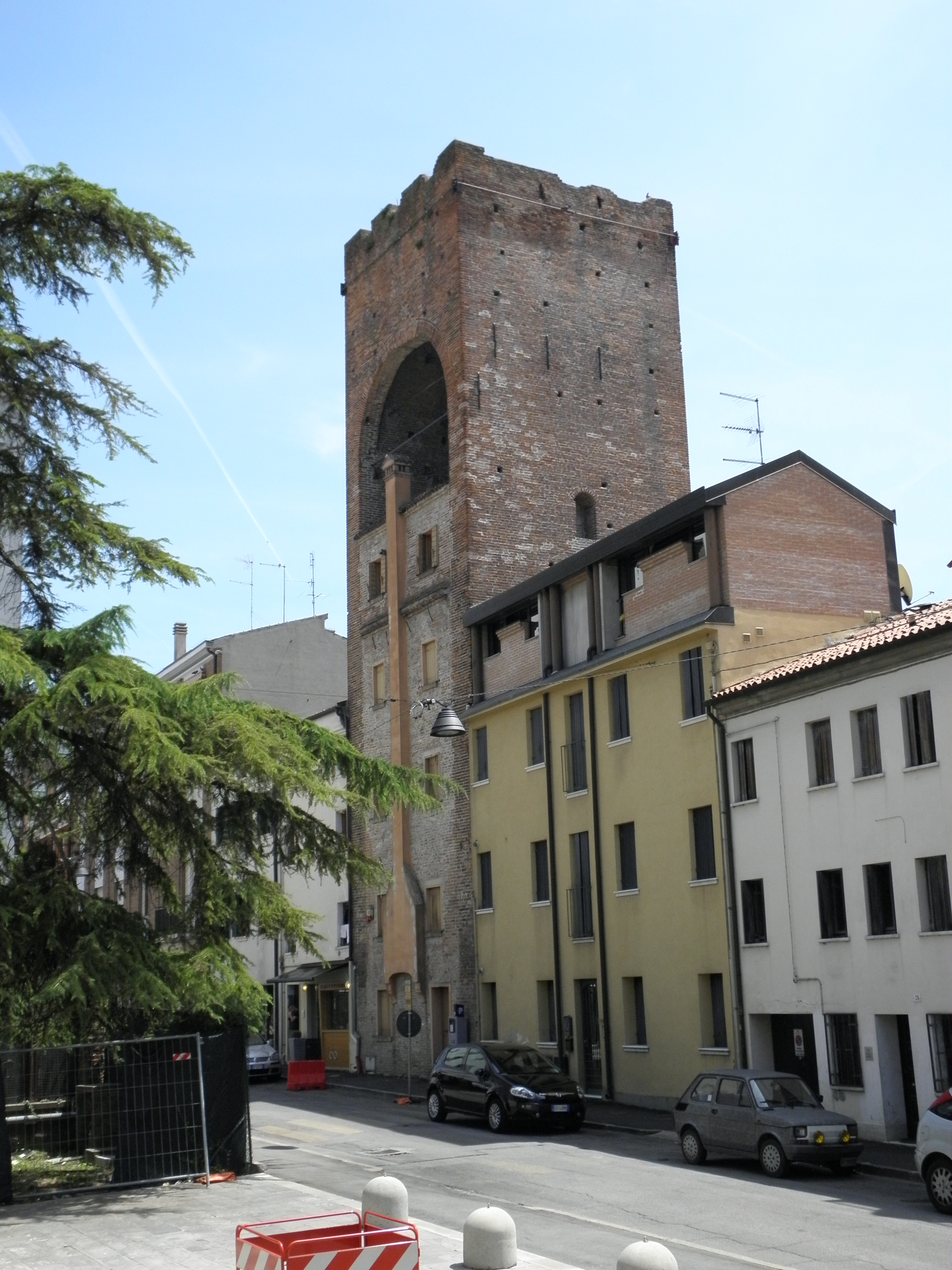
Torre Pighin vista da Via Pighin.

La Torre Pighin, una delle poche torri sopravvissute nella storia di quelle costruite lungo le mura urbane rodigine, sorge nell'attuale via Renato Pighin e fu eretta nel 1138 dal vescovo Florio Cattaneo. Data la sua funzione prevalentemente difensiva, differenziandosi dalle classiche torrette, le quali sporgevano verso l'esterno, la torre Pighin protendeva verso l'interno, in quanto non aveva alcuna funzione abitativa, e risultava assai funzionale non solo dal punto di vista di attacco difensivo ma anche per la sua altezza, di circa 22,90 metri, dalla quale si potevano avvistare più facilmente invasioni nemiche.
Di pianta quadrata e costruita interamente in muratura, è al suo interno suddivisa in sei piani strutturati in modo diverso, collegati tra loro mediante delle scale interne:
- al piano terra è presente una porta di ingresso e una finestra rettangolare,
- salendo dal primo al quarto piano vi sono solo 2 finestre anch'esse di forma rettangolare,
- infine al quinto piano si trova una grande arcata e l'accesso al sesto piano con un'ampia terrazza a sua volta coperta.

I solai sono in legno e conserva tuttora le sue caratteristiche originarie, rimaste in parte integre.

### Torre Roncale

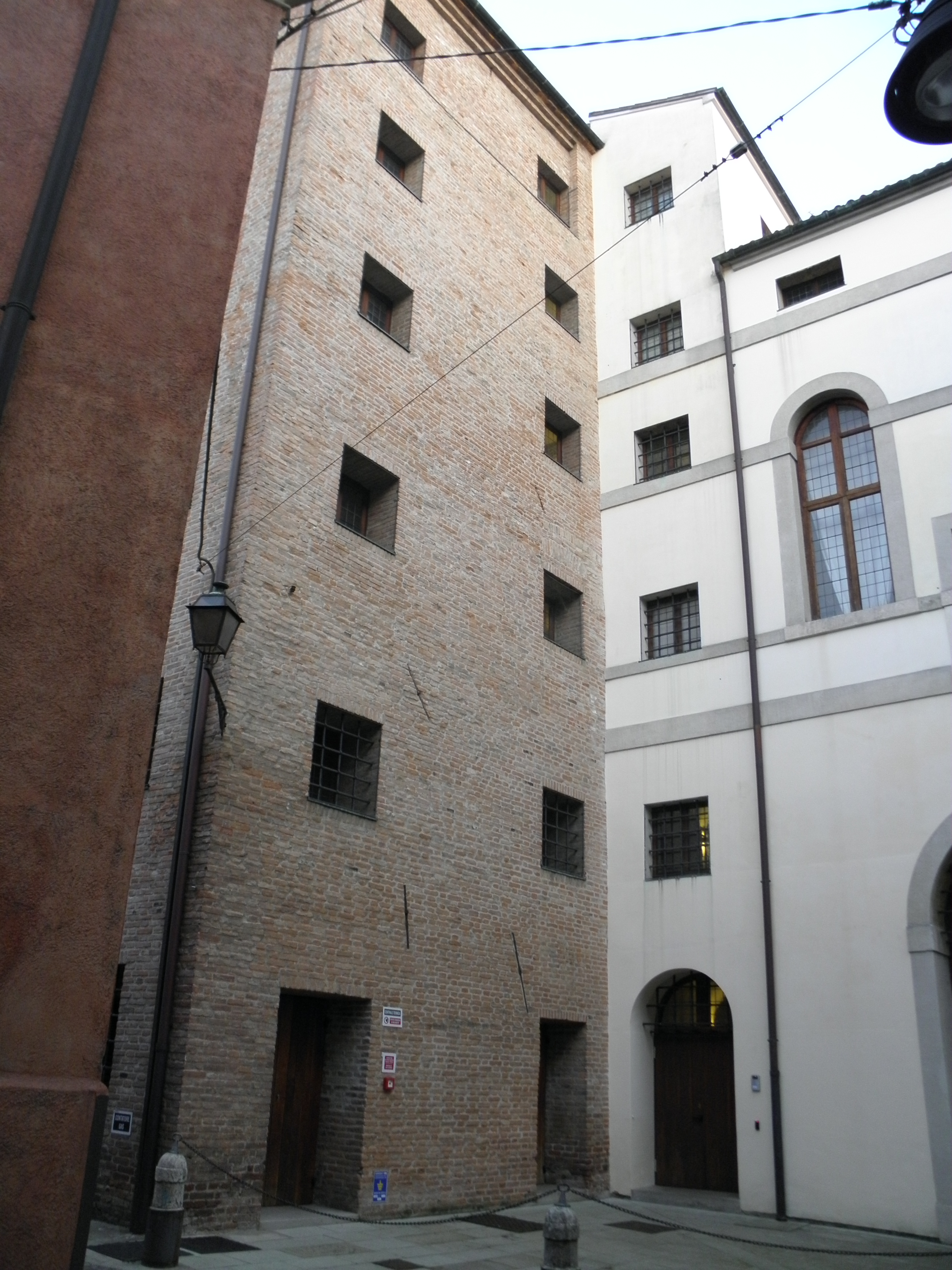
Torre Roncale, integrata nell'omonimo palazzo.

La torre, progettata e commissionata da Giovanni Roncale all'architetto Michele Sanmicheli, intorno al XIV secolo, è parte del Palazzo Roncale, da cui prende il suo nome, situata all'intersezione delle attuali Via Angeli e Via Laurenti, nei pressi di Piazza Vittorio Emanuele II. Lo stile architettonico differisce molto da quello del palazzo, quest’ultimo realizzato secondo i canoni veronesi e veneziani. Infatti, alta circa 20,40 metri, è al suo interno suddivisa in 6 piani ed edificata completamente in muratura, con mattoni a faccia vista, laterizi regolari e mura portanti dello spessore di circa 81 cm.
Al secondo e al terzo piano della torre erano costruiti due balconi in prossimità dei lati sud e ovest, ma nel 1984, con gli interventi di restauro, questi vennero sostituiti da due finestre, e col tempo la torre perse la sua originaria funzione divenendo oggi spazio di servizio del palazzo.

### Annotazioni
1. ↑  Andrea Nicolio attribuisce la costruzione delle mura rodigine al vescovo Florio, allora capo della diocesi di Adria, il quale iniziò i lavori intorno al 1139 e portati a compimento dal suo successore, Vitale, entro il 1160. Le fonti del Nicolio rimangono tuttavia ancora incerte.
2. ↑  Il Bartoli informa della sua edificazione intorno al 1588; il Nicolio nella "Historia" afferma che al 1582 risultassero costruite solo 4 porte e tra questa quella di S. Agostino, mentre il Bronziero conclude che nel 1629 a Rovigo esistevano ben 6 porte lunga la cinta muraria rodigina.
3. ↑  La campana nel 1488 venne trasferita sulla torre civica.
4. ↑  Probabilmente la torre d'angolo era collegata da percorsi costruiti in legno ad un camminamento di ronda della cinta muraria est e nord.
5. ↑  Torre Donà e Torre Grimani sono state sottoposte nel corso del 2006 ad interventi di restauro.
6. ↑  Dal momento in cui vennero adottate nuove tecniche militari, il simbolo difensivo della torre perse di significato con l'inserimento di un edificio abitativo, il quale venne realizzato edificando la parete mancante della torne che dava verso l'interno. L'edificio rimase abbandonato per decenni e nel 1904, a causa di parti logorate e danneggiate dal tempo e di mattoni che crollavano dalle pereti, si dovette procedere ad un necessario restauro che consentì successivamente la resa abitabile dello stesso.
7. ↑  Alcuni storici locali, collocherebbero l’opera in epoca precedente alle mura difensive della città rodigina.

### Fonti
1. ↑   Andrea Nicolio, Historia dell'origine et antichità di Rovigo, Brescia, rist.anast., 1582.
2. ↑  È il cap. CCCXVIII:  <<De pena scarnanti scoria intra muros>>. Cfr. copia delle leggi statuarie. cit.
3. ↑   Francesco Saverio Bartoli, Le pitture sculture ed architetture della città di Rovigo, Arnaldo Forni Editore, 1793.
4. ↑   Leobaldo Traniello, L'origine di Rovigo. Contributo alla storia urbanistica della città per servire come contributo dell'urbanistica alla storia, Rovigo, Minelliana, 1975.
5. ↑   Luigi Stocco, Rovigo e la sua Storia, Rovigo, Minelliana, 1974.
6. ↑   Andrea Nicolio, Historia dell'origine et antichità di Rovigo, Brescia, rist.anast., 1582,  p. 158.
7. ↑   Luigi Stocco, Rovigo e la sua Storia, Rovigo, Minelliana, 1974,  p. 30.
8. ↑   L. Traniello, L'origine di Rovigo, Rovigo, Minelliana, 1975,  p. 83.
9. ↑   Odense Bys Museer - Hans Christian Andersen Collections, su museum.odense.dk. URL consultato il 10 febbraio 2017 (archiviato dall'url originale il 4 gennaio 2017).
10. ↑   Leobaldo Traniello, Rovigo: ritratto di una città, Rovigo, Minelliana, 1988.
11. ↑   Luigi Stocco, Rovigo e la sua Storia, Rovigo, Minelliana, 1974,  p. 32.
12. ↑   Comune Rovigo_Settembre2010 (PDF), su comune.rovigo.it.
13. ↑   Carlo Silvestri, Historia e geografia descritione delle antiche Paludi Adriane, Venezia, 1736.
14. ↑   Isidoro Alessi, Ricerche storico-critiche delle antichità d’Este, Padova, 1776.
15. ↑  Rete comuni Italiani Così venne chiamata Rovigo, inizialmente un piccolo borgo cinto di paludi denominato anche “Rodige”.
16. ↑   Ferdinando Ughelli, Italia Sacra,sive De episcopis Italiae et insularum adjacentium, rebusque abiis praeclare gestis, Vol II, Venezia, Apud Sebastianum Coleti, 1717-1722,  pp. 397, 401.
17. ↑   Nicola Boscolo, Giuseppe Lonetti, Torri in Polesine - segni e tracce del sistema difensivo, Rovigo, Accademia dei Concordi, 2008.